# Nguyễn Thế Anh (cầu thủ bóng đá, sinh 1949)
Nguyễn Thế Anh (sinh ngày 22 tháng 7 năm 1949 tại Hà Nội), hay được biết đến nhiều với tên Ba Đẻn, là một quân nhân, cựu cầu thủ bóng đá người Việt Nam. Thời còn thi đấu, ông chơi ở vị trí tiền đạo cho đội Thể Công và đội tuyển Việt Nam.

## Thân thế và sự nghiệp
Nguyễn Thế Anh là con thứ ba của danh thủ bóng đá miền Bắc Việt Nam, Nguyễn Văn Thìn (biệt danh là Thìn A, từng là tuyển thủ của đội tuyển Nội Châu, tuyển Bắc Kỳ rồi Công an Hà Nội và đội tuyển Quốc gia Việt Nam Dân chủ Cộng hòa). Ông có ba người em gồm Nguyễn Cao Cường, Cao Vinh và Cao Hiển đều là những cầu thủ nổi tiếng tại Việt Nam, trong đó Nguyễn Cao Cường được coi là một trong những cầu thủ xuất sắc nhất lịch sử bóng đá Việt Nam.
Ban đầu ông tập luyện và thi đấu cho đội Thanh niên Hà Nội trong giai đoạn 1964–1965. Khi tham gia tuyển chọn vào đội bóng đá Thể Công, mặc dù gây ấn tượng vì những kỹ năng bóng đá nhưng ông bị loại vì nhỏ con và có chân vòng kiềng, và ông gia nhập Thể Công chỉ sau khi được cố danh thủ Ngô Xuân Quýnh (Chính trị viên Thể Công) bảo lãnh.

Ông Nguyễn Văn Thìn A (giữa) cùng hai con trai Cao Cường (trái) và Ba Đẻn (phải)

Từ tháng 11 năm 1967 đến năm 1968, Ba Đẻn cùng 25 cầu thủ trẻ khác của Thể Công (trong đó có Nguyễn Trọng Giáp, Phan Văn Mỵ, Vũ Mạnh Hải, Nguyễn Duy Phú, Nguyễn Văn Nhật, Vương Tiến Dũng, Hoàng Gia, Vũ Đình Bội, Bùi Xuân Thêu, Nguyễn Viết Cầu (Cầu "điên"), Bùi Ngọc Chi, Trần Quốc Nghị, Lê Quang Minh, Trần Ngọc Hùng, Nguyễn Đức Minh...) sang Triều Tiên tập luyện. Năm 1970, ông chơi trận đấu chính thức đầu tiên cho Thể Công khi đấu giao hữu với đội tuyển Quốc gia Cuba. Sau đó, ông khoác áo đội tuyển Quốc gia thi đấu với đội tuyển Cuba. Tuy nhiên, đây cũng là lần duy nhất ông được khoác áo đội tuyển Quốc gia trong suốt cả sự nghiệp vì sau trận đấu với Cuba, đội tuyển Việt Nam đã không còn được tập trung thêm lần nào nữa cho đến lúc ông treo giày.

Danh thủ Ba Đẻn vinh dự bắt tay Đại tướng Võ Nguyên Giáp

Ông từ giã sân cỏ vào năm 1984. Sau khi giải nghệ, ông làm huấn luyện viên tại Trung tâm Thể dục thể thao Quân đội. Năm 1998, ông làm trợ lý HLV tại CLB Quân đội cho HLV Vương Tiến Dũng và cùng đoạt chức vô địch Quốc gia năm 1998 và Siêu Cúp Quốc gia năm 1999. Năm 2005, Ba Đẻn làm huấn luyện viên trưởng đội U-18 Thể Công tham dự giải bóng đá U-18 quốc gia. Năm 2008, ông rời Thể Công về hưu.

## Các danh hiệu
- Kiện tướng thể thao
- Vô địch miền Bắc các năm 1971, 1972, 1973, 1974, 1975, 1976, 1977, 1978, 1979.
- Vô địch Việt Nam năm 1982–1983.